# Grigore Osipov-Sinești
Grigore Osipov-Sinești (n. 1907, Sinești, Basarabia – d. 1989) a fost un medic stomatolog român, ce a deschis în 1968 la București primul centru de parodontologie din România (Centrul de Parodontologie Bucur). În anul 1935 înființează în cadrul Spitalului „Sfântul Spiridon” din Iași primul centru de chirurgie maxilo-facială, devenit ulterior Centrul de Chirurgie Buco-Maxilo-Facială. Pe acest nucleu se va dezvolta în 1945 Facultatea de Medicină Dentară. Este autorul unei metode de operare originale, care îi poartă numele. A contribuit la cunoașterea parodontopatiilor esențiale, în acest sens a scris și lucrarea Parodontopatia esențială. Concepția originală de interpretare și tratament prin biostimulatori os-minerale. A fost confirmat Membru al 'Academiei de Parodontologie' a Americii, pentru contribuția sa adusă la tratarea parodontopatiilor și pentru cercetările sale originale în acest domeniu. Alte lucrări:; Teme stomatologice particulare.